# 千葉県道145号長浦上総線
千葉県道145号長浦上総線（ちばけんどう145ごう ながうらかずさせん）は、千葉県袖ケ浦市と君津市を結ぶ一般県道。JR内房線長浦駅付近から内陸部へ向かい、久留里線久留里駅付近に至るルートである。
路線名にある「長浦」は現在袖ケ浦市の一部である長浦村、同じく「上総」は現在君津市の一部である上総町から取られている。

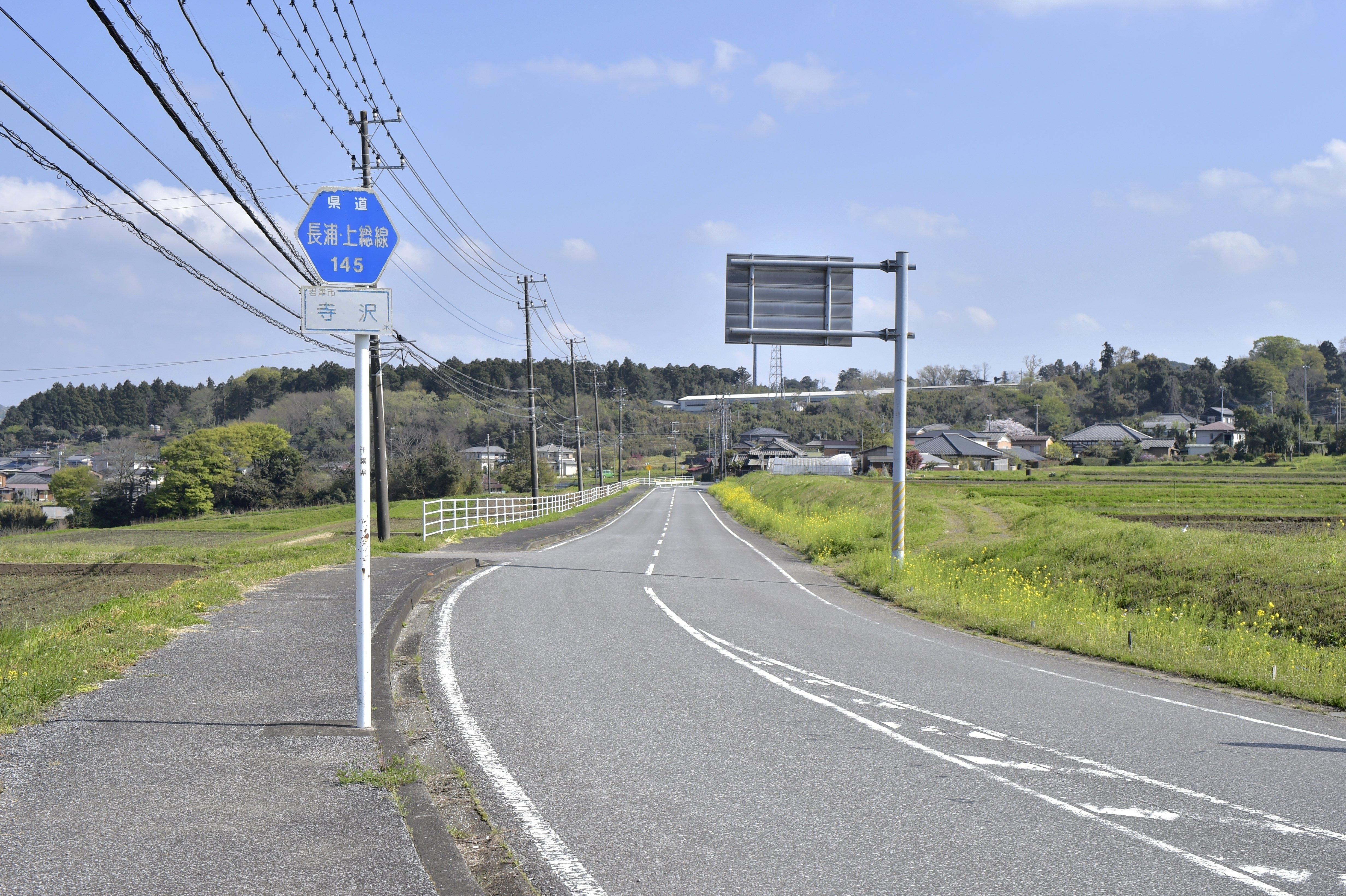
千葉県道145号長浦上総線
君津市寺沢（2023年4月）

## 概要
- 起点：袖ケ浦市蔵波 蔵波交差点（千葉県道287号袖ケ浦姉ケ崎停車場線接続）
- 終点：君津市久留里市場 久留里市場（下町）交差点（国道410号接続）
- 総延長：22.893 km（君津土木事務所管内：22.893 km[1]）
- 重用延長：2.102（君津土木事務所管内：2.102 km）
- 実延長：20.791 km（君津土木事務所管内：20.791 km[1]）

## 路線状況

### 重複区間
- 千葉県道143号南総昭和線（大曽根・勝 - 岩井）
- 国道409号（横田上宿交差点 - 横田小路交差点）
- 千葉県道33号君津平川線（横田小路交差点 - 阿部）
- 千葉県道23号木更津末吉線（戸崎 - 戸崎2丁目交差点）
- 千葉県道163号小櫃佐貫停車場線（戸崎・岩出 - 岩出交差点）

### 道路施設
- 成蔵橋（松川）
- 富川橋（小櫃川、袖ケ浦市横田 - 阿部）
- 狐捨橋（小櫃川）

## 地理

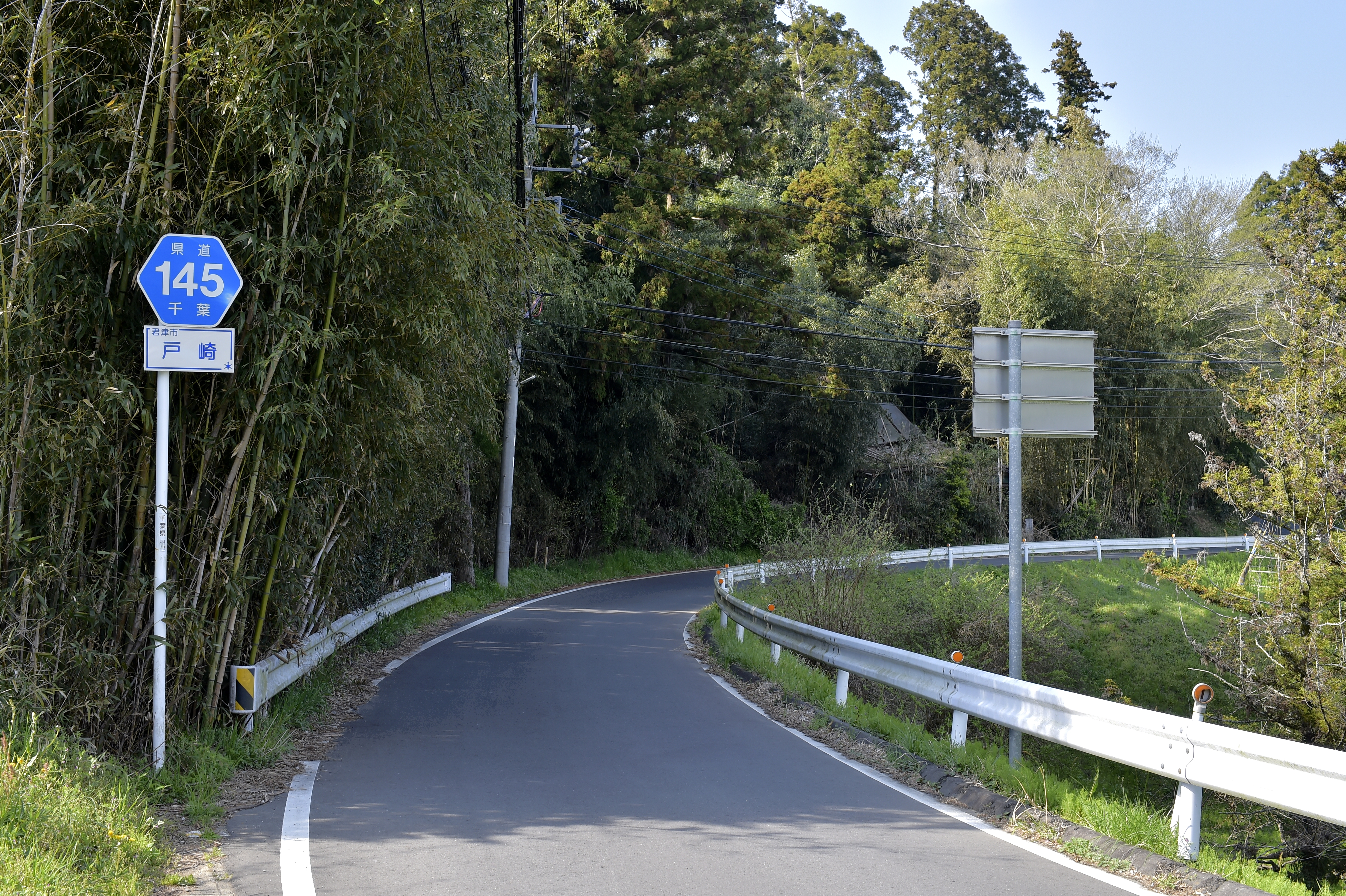
君津市戸崎（2023年4月）

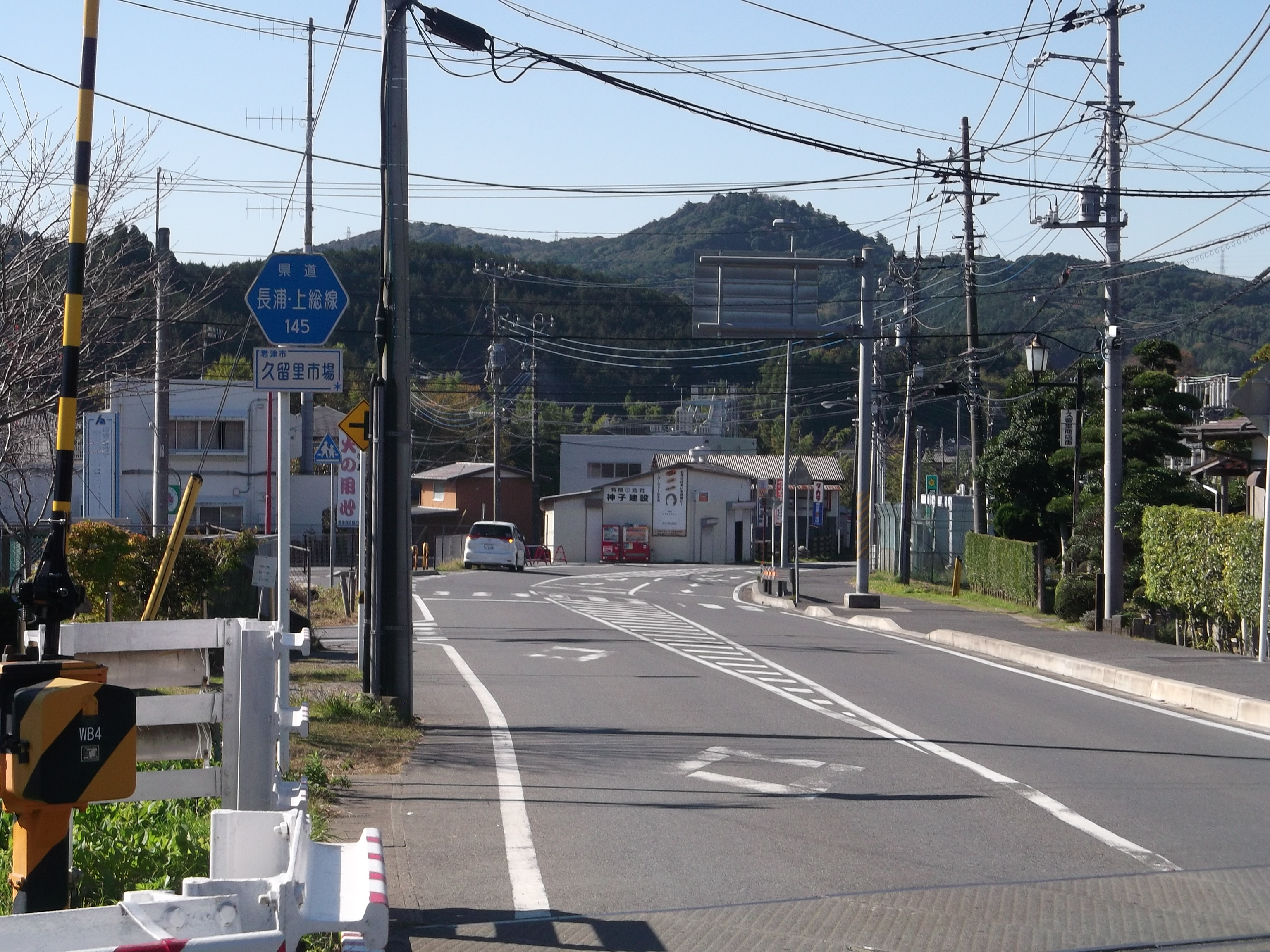
君津市久留里市場高倉街道踏切付近

### 通過する自治体
- 千葉県
  - 袖ケ浦市 - 木更津市 - 君津市

### 交差する道路・鉄道路線
- 千葉県道287号袖ケ浦姉ケ崎停車場線（袖ケ浦市・蔵波交差点）
- E14館山自動車道※立体交差
- 千葉県道143号南総昭和線（袖ケ浦市大曽根・勝）
- 千葉県道143号南総昭和線袖ケ浦市岩井
- 久留里線（袖ケ浦市）
- 国道409号（袖ケ浦市横田・上宿交差点
- 国道409号・千葉県道33号君津平川線（袖ケ浦市・横田小路交差点）
- 千葉県道33号君津平川線（袖ケ浦市阿部）
- 千葉県道166号馬来田停車場富岡線（木更津市下郡）
- 千葉県道23号木更津末吉線（君津市戸崎）
- 千葉県道23号木更津末吉線（戸崎2丁目交差点）
- 千葉県道163号小櫃佐貫停車場線（君津市戸崎・岩出）
- 千葉県道163号小櫃佐貫停車場線（岩出交差点）
- 久留里線（君津市）
- 国道410号（久留里市場（下町）交差点）

### 周辺の施設
- 長浦駅
- 東京湾カントリークラブ
- 横田駅
- 富岡神社
- 久留里駅